# 다이웨이쥔
다이웨이쥔(중국어 간체자: 戴伟浚, 정체자: 戴偉浚, 한어 병음: Dài Wěijùn, 광둥어 예일: Daai Wáihjeun, 1999년 7월 25일~)은 중국의 축구 선수로 포지션은 중앙 미드필더, 윙어이다. 홍콩 출신으로 현재 중국 슈퍼리그의 상하이 선화와 중국 축구 국가대표팀에서 활동하고 있으며 영국과 홍콩에서는 쮠 다이(영어: Tsun Dai)로도 알려져 있다.